# A-CHIEF
A-CHIEF（エーチーフ）は、日本のロックバンドである。主に1980年代後期から1990年代前期まで活動した。

## 概要・来歴
江田が東京に上京した時に高校時代のギターの先輩から「ヴォーカルを募集しているからやらないか？」と誘われた際に古道と知り合い、当時のバンドに加入。
しかし、ライブ活動が上手くいかず、古道がLOUDNESSの樋口宗孝のローディーになることで一度バンドは解散状態になる。古道との交流は続いており、のちに古道とバンドを組もうとなった際に樋口から滝上と浅見を紹介されて1988年に結成。
1989年6月10日放送の『三宅裕司のいかすバンド天国』に出演、楽曲「I Love You Forever」を演奏・「完奏」する。「骨太ロック」と称され、審査員に「大物になる」の一言をもらう。ただ、受けた賞は無かった。これをきっかけとして注目されるようになり、視聴者のはがき投票で順位を決める番組のコーナー『アマチュアバンドベスト10』では、同年7月22日から8月12日まで4週連続1位を獲得。以降も7週・同年9月30日までベスト3入りした。
1990年4月21日、日本コロムビアからシングル「DAYLIGHTS」をリリース、メジャー・デビュー。以後シングル5枚・アルバム3枚を発売。
1991年11月、3枚目のアルバム『NAZARIS』発売を最後に日本コロムビアと事務所を離れ、千葉県市川市にあるライブハウス"Route Fourteen"に所属する形になるも解散。
解散後も、各メンバーはそれぞれバンド・音楽ユニット・サポート・ミュージシャンとして活動している（メンバーの節にて後述）。

### バンド名の由来
古道がLOUDNESSの樋口宗孝のローディーに付いていたことで樋口と親交があり、樋口が酒の席で「皆チーフになっても良いくらい実力があるからバンド名もチーフで良いんじゃないか?」と当時同じく樋口のローディーをしていた松本孝弘と話しながら「CHIEF」と名付けた。実際に少しの間「CHIEF」の名前で活動していたが、名前にしっくりと来ず「CHIEFの前にAを付けよう」となり「A-CHIEF」のバンド名になっている。

## メンバー
- 江田智樹（ボーカル）
  - 解散後、こちらも「イカ天」出演バンドでもあった元DEFYERの朝井泰生と音楽ユニットMANIAを結成、フォーライフ・レコードからメジャーでも活動。現在は滝上修幸とRE:VIBEで活動中。
- 滝上修幸（ギター）
  - 解散後「D/FORCE」、「F-SONIC」というそれぞれのユニットで活動。「F-SONIC」として『ソングライトSHOW!!』（テレビ東京）に出演したことがある。現在は江田智樹とRE:VIBEで活動中。
- 浅見博之（ベース）
  - 解散後、1992年には喜多郎のバックバンドを務める。その後地元の山梨県内の家業を継ぎながら、2006年から木暮武彦らと「Mt.DELICIOUS」を結成し活動。
- 古道圭一（ドラムス、1月24日 - ）
  - 解散後2つのバンド、「Ex-iT」（パイオニアLDC）、Lapis Lazuli（1998年6月〜）のメンバー活動の他、原田龍二、本城未沙子、小野正利のバックバンド、Every Little Thing、JAM Projectのサポート・メンバーでも活動。現在、山口達也の弟・公次と「The Seventh Sense」を結成。JAM Projectのメンバーでもある松本梨香とユニット「Tricycle」を結成。それぞれで活動、鈴木慎一郎（元・CRAZE）のソロプロジェクト「Blood」にも参加している。

## タイアップ一覧
| 使用年 | 曲名                 | タイアップ                                          |
| ------ | -------------------- | --------------------------------------------------- |
| 1991年 | I Love You, Forever! | 東映系映画『カレンダー～ifもしもあの時に…～』挿入歌 |